# Fort de Moulainville

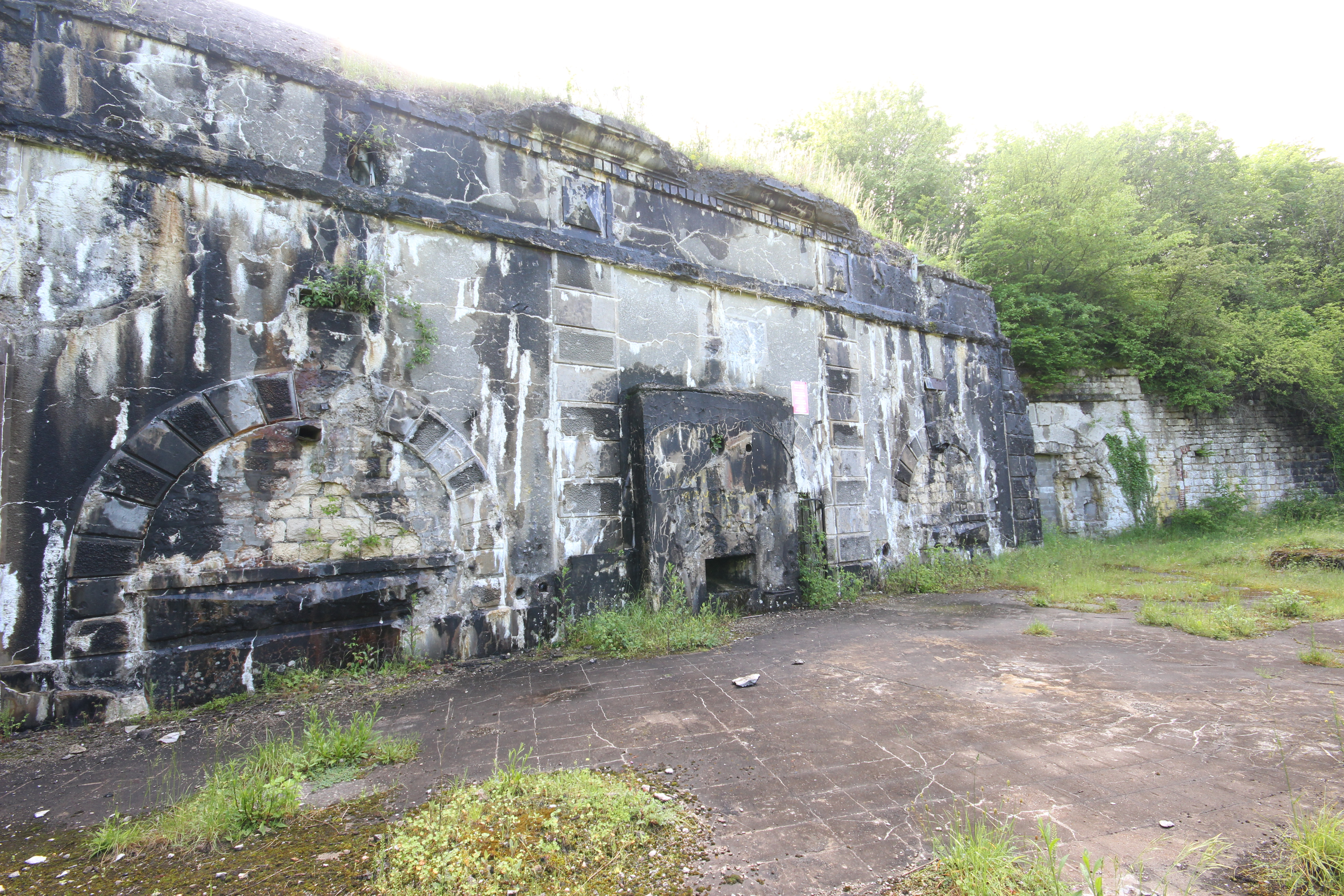
Kehle des Fort de Moulainville mit dem zugemauerten Haupttor. Der Kehlgraben und die Reste der Zugbrücke sind verschwunden.

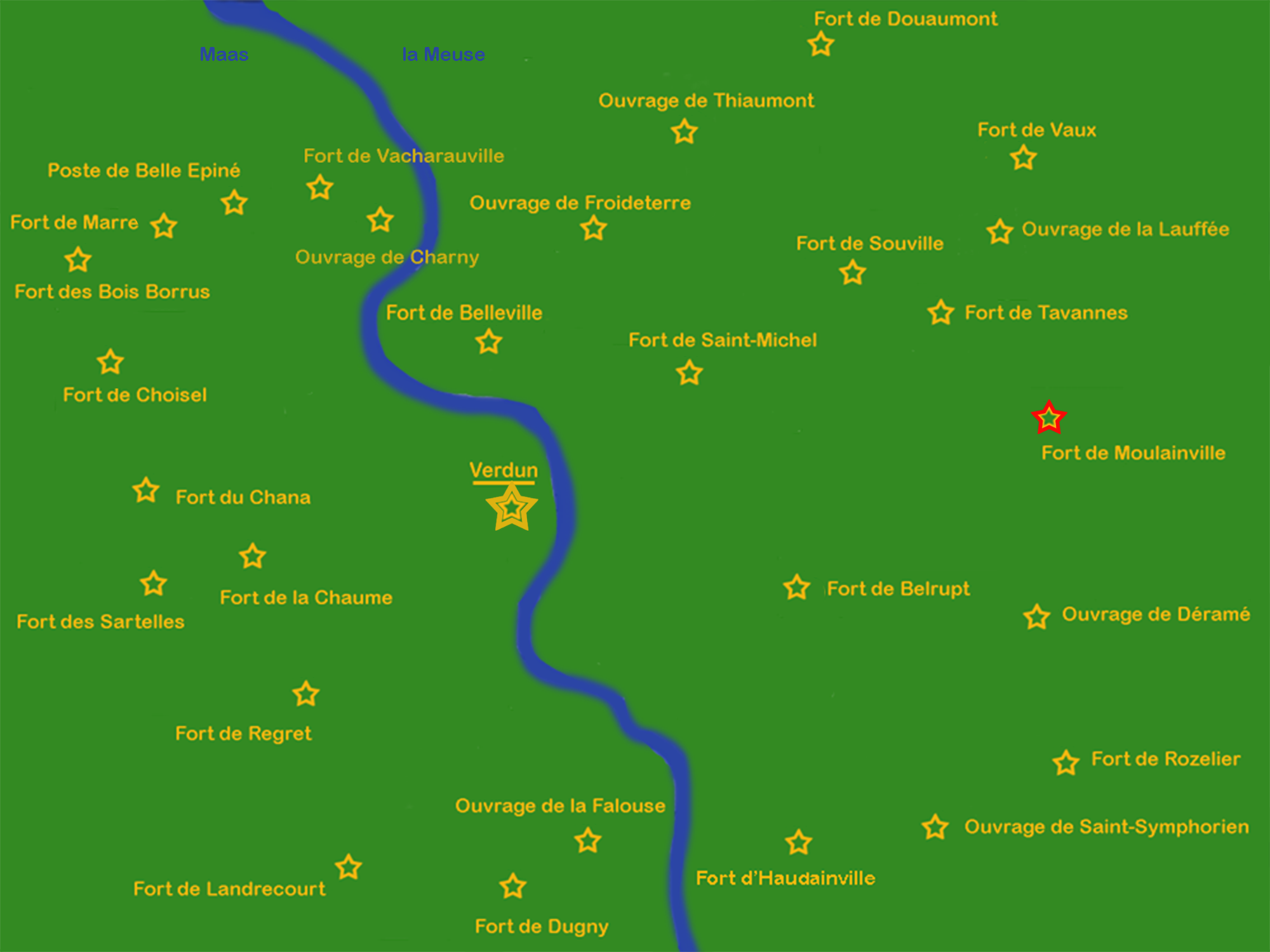
Lageplan

Das Fort de Moulainville (zeitweilig auch Fort Feuquières genannt) war ein Befestigungswerk (Fort) das zur Gürtelfestung Fester Platz Verdun im Département Meuse und somit zum System der Barrière de fer gehörte. Erst am Ende des 19. Jahrhunderts erbaut, wurde es bereits zu Beginn des 20. Jahrhunderts komplett modernisiert. Während der Schlacht um Verdun 1916 war es eines der vorrangigen Ziele der deutschen Artillerie.

## Bau
Das Fort wurde von 1885 bis 1886 gleichzeitig mit dem Fort Douaumont erbaut, um als detachiertes Fort den zweiten Festungsgürtel auf dem rechten Ufer der Maas zu verstärken. Es liegt etwas westlich zwischen den Ortschaften Moulainville und Eix auf einer Höhe von 362 Meter über NN und dominierte so die Woëvre. Es war das östlichste Bollwerk des Festen Platzes Verdun und sperrte mit dem Fort de Vaux und dem Fort de Rozelier die Straße von Étain über den Höhenrücken nach Verdun (heute D603) und die Bahnstrecke Saint-Hilaire-au-Temple–Hagondange. Die Grundfläche des Forts betrug 2,8 Hektar und hatte die Form eines Sechsecks mit einem ausspringenden (Frontseite) und einem einspringenden (Rückseite) Winkel, verbunden durch zwei Flanken und umgeben von einem trockenen Graben. Das Mauerwerk bestand aus behauenen Steinblöcken, die Decke war mit einer Erdschicht bedeckt. Zu Beginn war die Artillerie auf dem Hauptwall aufgestellt, die Geschützstände waren durch fünf Hohltraversen getrennt. Zur Verteidigung des Grabens waren drei Kaponnieren, eine doppelte Grabenstreiche (coffre double) an der Spitze des Frontgrabens sowie je eine einfache Grabenstreiche (coffre simple) am Schulterpunkt des Frontgrabens mit den Flankengräben und eine in die Mauer integrierte Kehlgrabenstreiche unter dem Eingangstor vorhanden.
Kurzzeitig war es nach dem Lieutenant-général und Gouverneur von Verdun, Antoine de Pas de Feuquières, benannt. Per Präsidialdekret vom 21. Januar 1887 setzte der Kriegsminister Georges Boulanger um, dass alle Forts, befestigten Artillerieanlagen und Kasernen des Système Séré de Rivières die Namen von ehemaligen Militärkommandanten zu tragen hätten (Note Nr. 5285 vom 25. März 1886 des Kriegsministers Général Boulanger an die Generalkommandanten der Militärregionen; Präsidialdekret vom 21. Januar 1887 über die Umbenennung der Forts, befestigten Artillerieanlagen und Kasernen gemäß dem Vorschlag des Kriegsministers Général Boulanger). Am 13. Oktober 1887 wurde das vom Nachfolger Boulangers, Théophile Ferron, mit dem Schreiben Nr. 14980 vom gleichen Datum rückgängig gemacht, und das Fort erhielt seinen jetzigen Namen zugeteilt. Nichtsdestoweniger führte es über dem Haupteingang weiterhin die Bezeichnung „Fort Feuquières“ wie einige andere, bei denen der „nom de Boulanger“ nicht entfernt wurde.

### Geplante Modernisierungen
- 1900: Ersatz der drei Kaponnieren durch eine doppelte Grabenstreiche (coffre double) an der Spitze des Frontgrabens sowie je eine einfache Grabenstreiche (coffre simple) am Schulterpunkt des Frontgrabens mit den Flankengräben, Bau eines zusätzlichen Mannschaftsunterstandes für 80 Personen auf dem Hauptwall, Errichtung von zwei Zwischenraumstreichen (Casemate de Bourges) mit je einem Geschütz „Canon de 95“, Verstärkung der Kehlgrabenstreiche und des Pulvermagazins
- 1908: Umrandung des Grabens mit einem Eisengitter, Einbau eines 155-mm-Doppel-Geschützturms und eines 75-mm-Doppel-Geschützturms sowie von zwei gepanzerten Beobachtungskuppeln

### Durchgeführte Modernisierungen
- 1889 bis 1891: Teilweise Verstärkung der Decke der Friedenskaserne und des Hauptverbindungsgangs durch einen Einzug aus Spezialbeton (Kosten: 380.274 Francs)
- zwischen 1890 und 1900: Anschluss an das Feldeisenbahnsystem (60 cm Spurweite)
- 1905 bis 1909: Ersatz der drei Kaponnieren durch Grabenstreichen, Bau einer „Casemate de Bourges“ mit zwei Feldgeschützen 75 mm zur Bestreichung des Zwischenraums zum Fort de Rozelier, Verstärkung der Brustwehr auf dem Hauptwall und des Pulvermagazins, Einrichtung eines zweiten Zugangs (entrée de guerre) im Kehlgraben und Bau eines Geschützstandes mit einer Revolverkanone zur Deckung dieses Zugangs. Dazu die Installation eines Eisengitters auf der äußeren Grabenwand (Gesamtkosten: 1.484.107 Francs).
- 1906 bis 1908: Einbau des (nur einrohrigen) 155-mm-Geschützpanzerturms und der dazugehörigen gepanzerten Beobachtungskuppel. Das Geschütz war 1908 schussbereit (Kosten für die Aktion: 435.000 Francs).
- 1907 bis 1909: Einbau des 75-mm-Doppelturms und drei gepanzerter Beobachtungsstände/Kommandantenkuppeln sowie zwei gepanzerter Maschinengewehrtürme, Verbesserung der mechanisch zu betreibenden Belüftung. Der Geschützturm war am 12. Januar 1909 feuerbereit (Kosten: 327.000 Francs).[1]

## Bewaffnung

### 1886
| Auf den Wällen | Unter Panzerschutz | Grabenwehren | Externe Batterie |
| --- | ------------------ | --- | ---------------- |
| - 4 × Geschütze 120 L - 6 × Geschütze 95 mm - 2 × Geschütze Canon de 7 modèle 1874 (85 mm) - 1 × Mortier lisse de 22 (220 mm) | keine              | - 2 × Geschütze „Canon de 7 modèle 1874“ (85 mm) - 4 × Canon revolver de 40 mm modèle 1879 - 4 × Geschütze Canon 12 de culasse | keine            |
| Geschütze gesamt: 21 |                    | |                  |

### 1905
| Auf den Wällen        | Unter Panzerschutz | Grabenwehren | Externe Batterie |
| --------------------- | ------------------ | --- | ---------------- |
| - 6 × Geschütze 95 mm | keine              | - 2 × Geschütze „Canon de 7 modèle 1874“ (85 mm) - 4 × Canon revolver de 40 mm modèle 1879 - 4 × Geschütze „Canons 12 de culasse“ | keine            |
| Geschütze gesamt: 19  |                    | |                  |

### 1908/10
| Auf den Wällen       | Unter Panzerschutz | Grabenwehren                                                                  | Externe Batterie |
| -------------------- | --- | ----------------------------------------------------------------------------- | ---------------- |
| keine                | - 2 × gepanzerte Maschinengewehrtürme modèle 1899 - 2 × gepanzerte Beobachtungsstände - 1 × Geschützpanzerturm 155 R 07 - 1 × Geschützpanzerturm 75 R 05 - 1 × Zwischenraumstreiche (Casemate de Bourges) mit zwei Feldkanonen Canon de 75 mm modèle 1897 - 4 × gepanzerte Beobachtungskuppeln | - 7 × Geschütze „Canon révolver 40 mm“ - 6 × Geschütze „Canons 12 de culasse“ | keine            |
| Geschütze gesamt: 23 | |                                                                               |                  |

### 1915
| Auf den Wällen       | Unter Panzerschutz | Grabenwehren                                                                     | Externe Batterie |
| -------------------- | --- | -------------------------------------------------------------------------------- | ---------------- |
| keine                | - 2 × gepanzerte Maschinengewehrtürme - 2 × gepanzerte Beobachtungsstände - 1 × Geschützpanzerturm 155 R 07 - 1 × Geschützpanzerturm 75 R 05 - 1 × Zwischenraumstreiche (Casemate de Bourges) – ohne Bewaffnung - 4 × gepanzerte Beobachtungskuppeln | - 7 × Canon revolver de 40 mm modèle 1879 - 6 × Geschütze „Canons 12 de culasse“ | keine            |
| Geschütze gesamt: 16 | |                                                                                  |                  |

### 1917
| Auf den Wällen       | Unter Panzerschutz | Grabenwehren | Externe Batterie |
| -------------------- | --- | --- | ---------------- |
| keine                | - 2 × gepanzerte Maschinengewehrtürme - 2 × gepanzerte Beobachtungsstände - 1 × Geschützpanzerturm 155 R 07 - 1 × Geschützpanzerturm 75 R 05 - 1 × Zwischenraumstreiche (Casemate de Bourges) mit 2 Feldkanonen „Canon de 75 mm modèle 1897“ - 4 × gepanzerte Beobachtungskuppeln | - 3 × Canon revolver de 40 mm modèle 1879 - 7 × Geschütze „Canon Mitrailleuse 37 mm“ (die linke Schultergrabenwehr war zerstört) | keine            |
| Geschütze gesamt: 15 | | |                  |

### Ausstattung im Detail 1914
- Auf den Wällen:
2 Maschinengewehrzüge[6] mit St. Étienne M1907 auf Wall-Lafette und je 43.200 Patronen
1 Maschinengewehrzug[6] mit St. Étienne M1907 auf Dreibein und 43.200 Patronen
- Unter Panzerschutz:
1 Geschützpanzerturm mit einer 155-mm-Kanone und 2000 Granaten und einer gepanzerten Beobachtungskuppel
1 Geschützpanzerturm mit zwei 75-mm-Kanonen und je 2000 Granaten und einer gepanzerten Beobachtungskuppel
1 Casemate de Bourges mit zwei 75-mm-Feldgeschützen und je 500 Granaten
2 gepanzerte Maschinengewehrtürme Modell GF4 mit je zwei Maschinengewehren Hotchkiss M1909 und je Turm 57.600 Patronen
2 gepanzerte Kommandantenkuppeln (Observatoire cuirassé)
2 gepanzerte Beobachtungsstände auf dem Hauptwall (Guérite blindée)
- Graben:
2 Schultergrabenwehren mit je einer Canon revolver de 40 mm modèle 1879 mit 1800 Granaten und je 1 Canon de 12 culasse mit 150 Granaten
1 doppelte Frontgrabenwehr mit zwei Canon revolver de 40 mm modèle 1879 zu je 1800 Granaten und 2 Canons de 12 culasse mit je 150 Granaten
1 doppelte Kehlgrabenwehr mit zwei Canon revolver de 40 mm modèle 1879 zu je 1800 Granaten und 2 Canons de 12 culasse mit je 150 Granaten
1 Geschützstand zum Schutz des zweiten Einganges mit einer Revolverkanone und 1800 Granaten

### Sonstige Angaben
- Baukosten 1887: 3.750.000 Francs
- Belegungsmöglichkeit der Friedenskaserne: 276 Schlafplätze, 215 Sitzplätze
- Belegungsmöglichkeit der Kampfstände: 0
- Kapazität des Pulvermagazins: 42 Tonnen Schwarzpulver
- Kartuschenmagazine: mehrere
- Küche: 2 Kochherde System „François Vaillant“
- Bäckerei: keine
- Wasserversorgung: Betonzisterne mit externer Zuführung aus einer Quelle
- Zugang zum Haupttor: Zugbrücke
- Kommunikation: optische Verbindung durch Lichtsignalapparat, telegraphische Verbindung mit der Zitadelle Verdun, dem Kampfstand (Abri) LLM 2, dem Posten Belleville und den Forts Belleville und Belrupt
- Beleuchtung: in der Friedenskaserne durch Petroleumlampen, in den Türmen durch Laternen und in den Grabenstreichen durch Azetylenlampen
- Garnison gemäß der Planung 1914:
4 Offiziere, 272 Mann Infanterie
1 Offizier, 8 Unteroffiziere, 50 Mann Artillerie
1 Offizier, 9 Mann Pioniere
80 Mann sonstiges Personal
1 Schreiber
1 Batteriewächter
kein Sanitäter
- Tatsächliche Garnison 1914:
20 Offiziere, 123 Mann des „166e régiment d’infanterie“
1 Offizier, 164 Mann Artillerie
19 Mann Pioniere
4 Telegraphisten
2 Sanitäter

## Erster Weltkrieg
Nach der französischen Mobilmachung 1914 wurden als Garnison für das Fort eine Kompanie zu 125 Mann des „166e régiment d’infanterie“, eine Batterie zu 165 Artilleristen des 5e régiment d’artillerie à pied (5. Fußartillerieregiment), eine Abteilung Pioniere zu 19 Mann und zwei Sanitäter eingeteilt. Am 31. August 1914 feuerte der 155-mm-Panzerturm 13 Schrapnelle auf den südlichen Rand des Waldes bei Moranville, wo eine Gruppe von deutschen Soldaten aufgetaucht war. Am 25. September wurden zwei 155-mm-Sprenggranaten in Richtung Fromezey abgefeuert, aber die Front entfernte sich dann, das Fort diente von da an nur noch als Beobachtungsposten. Im Oktober 1914 wurde der größte Teil der Granaten abtransportiert, Ende 1915 wurde die Casemate de Bourges desarmiert und die Kanonen an die Front geschafft.
Die Infanterie der Garnison wurde im September 1914 abgezogen. Zu Beginn des Jahres 1915 befand sich im Fort noch ein Détachement von 80 Artilleristen, um die Geschütze der Türme und der Grabenstreichen zu bedienen.

### Schlacht um Verdun
Am 24. Februar 1916, dem vierten Tag der Schlacht um Verdun, zogen sich die französischen Truppen aus der Woëvre-Ebene auf die Maashöhen zurück. Am Morgen des 25. Februar feuerte der 155-mm-Turm über eine Entfernung von 3,5 Kilometern auf deutsche Kolonnen auf der Straße bei Étain, am nächsten Tag legten die beiden Geschütze des 75-mm-Turms einen Sperrriegel auf den Weg von Abaucourt nach Moranville. Gegen Abend des 26. Februar nahm die deutsche Artillerie das Fort unter Feuer, nachdem sich die Frontlinie in einer Entfernung von etwa 1000 Metern gefestigt hatte. Da die Gefahr bestand, dass die Deutschen das Fort besetzen könnten, wurden 14 Minengänge unter dem Graben der Kehle rechts des Eingangs mit jeweils 250 Kilogramm Schwarzpulver geladen, um durch eine Sprengung die Befestigung unbrauchbar zu machen. Am 27. Februar wurden durch den Artilleriebeschuss fünf der Minen gezündet, die mit einer gewaltigen Explosion detonierten. Daraufhin stellten die Deutschen das Artilleriefeuer zunächst ein, weil sie glaubten, das Fort sei in die Luft geflogen – die Infanterie machte sich zum Sturmangriff bereit.
Im Fort befahl der Kommandant, das Feuer mit dem 75-mm-Turm zu eröffnen, die Grabenstreichen wurden wieder besetzt, und die Zugbrücke war hochgezogen. So wollte man den Infanterieangriff zurückschlagen. Nachdem die Deutschen jedoch bemerkt hatten, dass das Fort nicht kampfunfähig war, bliesen sie den Infanterieangriff ab, und die Beschießung durch die Artillerie setzte ab 16:00 Uhr wieder ein.

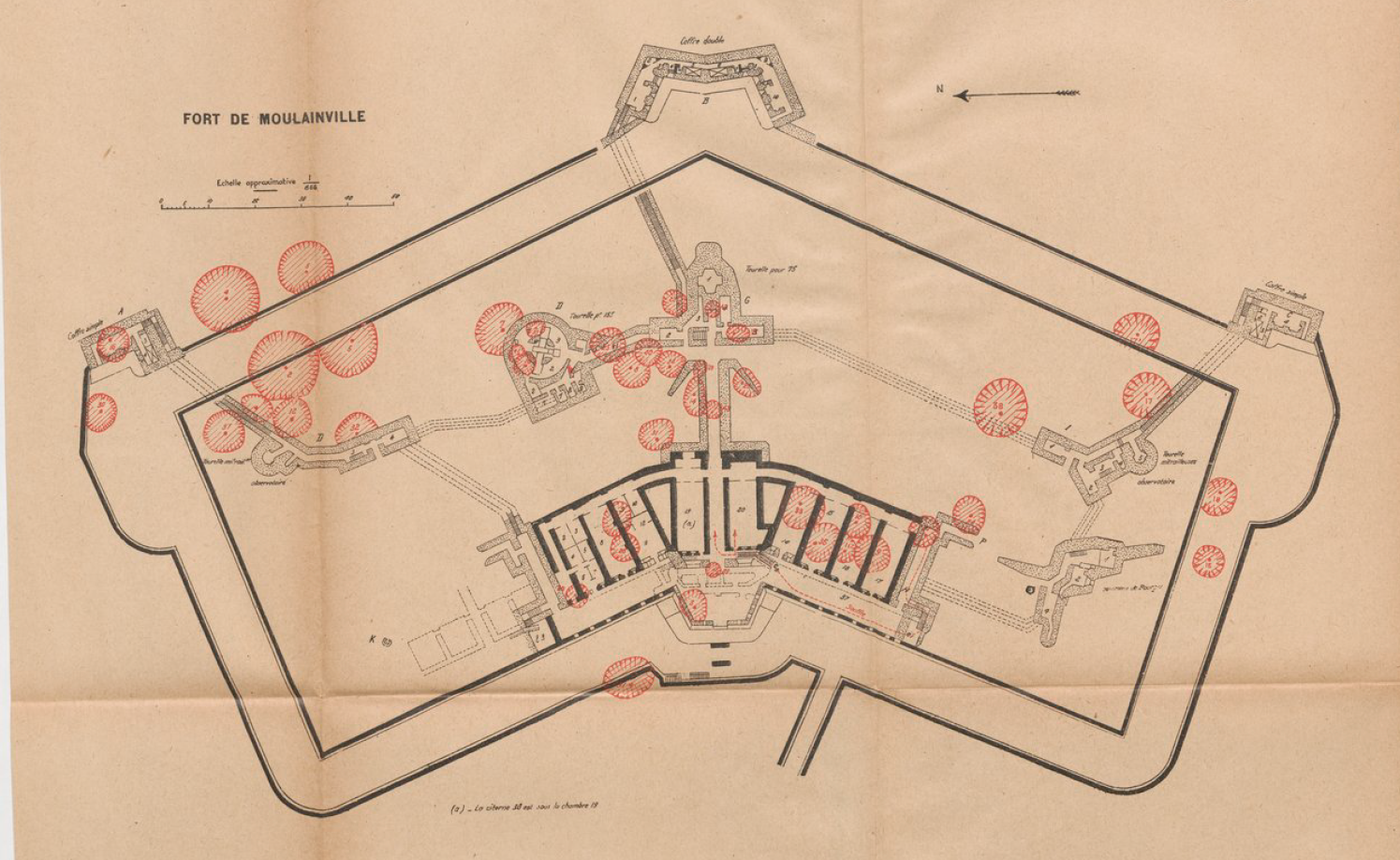
Plan von Fort de Moulainville. Die roten Kreise zeigen die Durchschläge der schweren Artillerie in chronologischer Reihenfolge.

Die Garnison wurde im März 1916 um eine Kompanie (24. Kompanie des 234. Infanterieregiments) und eine Maschinengewehrabteilung verstärkt. Die Casemate de Bourges wurde im April wieder mit zwei Feldgeschützen
Canon de 75 mm modèle 1897 bestückt.
Am 3. April 1916 durchschlug eine 42-cm-Granate die 1,5 Meter dicke Deckenplatte aus Beton der nördlichen Grabenstreiche (Durchschlag Nr. 16), und eine weitere (Durchschlag Nr. 19) explodierte in einer Kasematte beim 75-mm-Turm. Sie tötete sechs Artilleristen auf der Stelle, weitere sechs, die zur Rettung kamen, erstickten oder wurden unter Trümmern begraben. Eine dritte Granate (Durchschlag Nr. 20) explodierte im südlichen Verbindungsgang, die Druckwelle tötete weitere fünf Soldaten. An diesem Tag wurden der Arzt des Forts und einige Männer wegen der Vibrationen und der giftigen Gase nervenkrank, so dass sie für ein paar Stunden eingesperrt werden mussten. Am 26. April 1916 ordnete Général Prax, als Kommandant der 68. Infanteriedivision und verantwortlich für das Fort, die zeitweilige Evakuierung an, zumindest galt dies für die Dauer der schweren Beschießung.
Am 27. April 1916 schlugen die Ingenieure vor, fünf Meter unterhalb des Forts, fünfzehn Meter unter der Oberfläche zusätzliche Stollen zu graben, die Arbeiten begannen Anfang Mai.

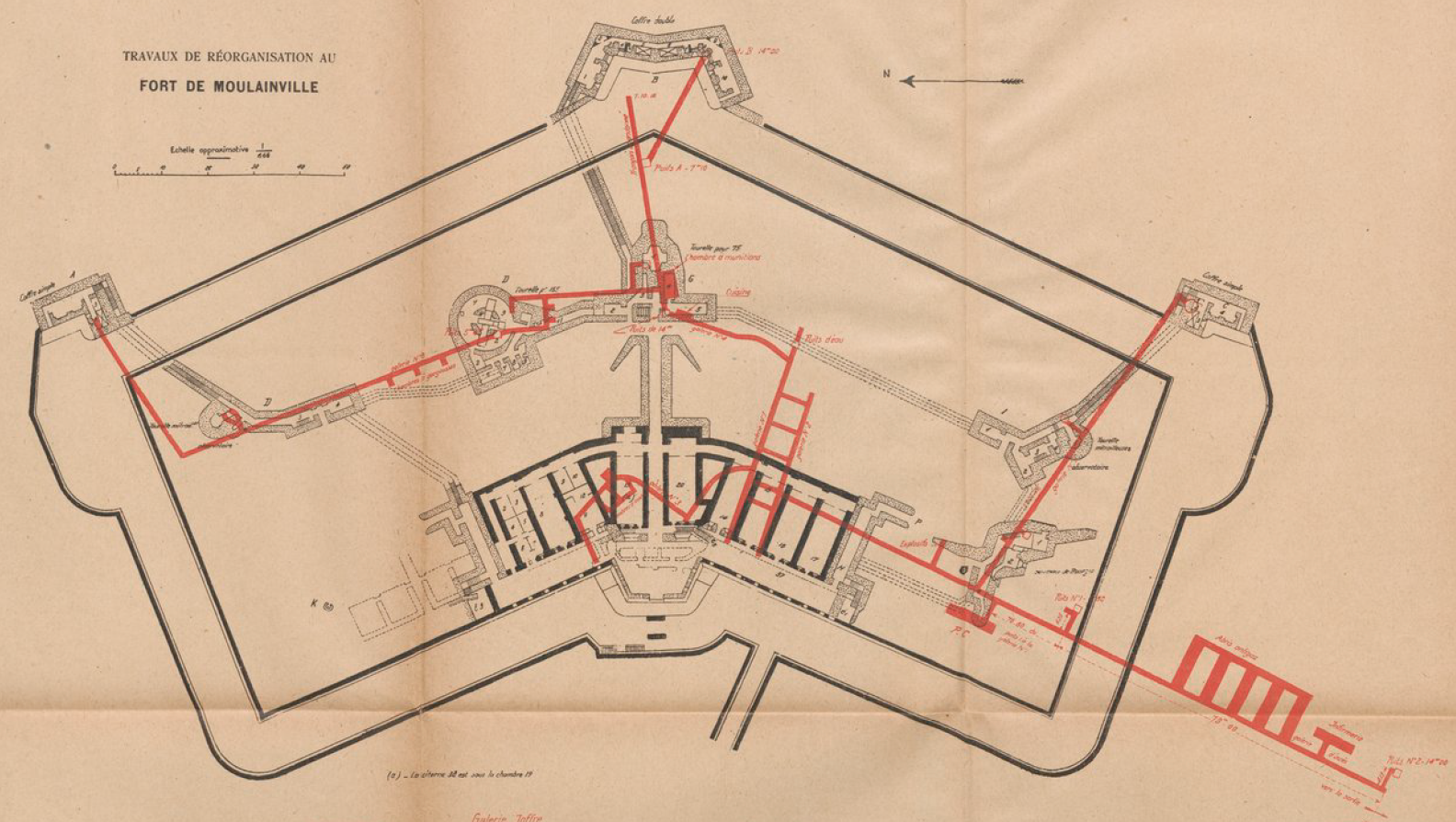
Plan des Forts. In Rot die 1916/17 angelegten unterirdischen Galerien und Gänge.

Insgesamt wurden auf dem Fort zwischen dem 26. Februar und dem 20. September 1916 die folgenden Einschläge gezählt:
- 330 vom Kaliber 42 cm
- 770 vom Kaliber 30,5 cm, 28 cm oder 21 cm Langrohr
- 4700 vom Kaliber 21 cm, 15 cm oder 13 cm
- 2600 vom Kaliber 10,5 cm
- 1100 vom Kaliber 7,7 cm

was eine Quote von drei Granaten pro Quadratmeter ausmacht und wodurch die gesamte Oberfläche und der Graben mehrfach umgepflügt wurden.
Obwohl sich die Betoneindeckungen als zu schwach erwiesen hatten, hielten die Geschützpanzertürme stand und blieben bis zum Ende der Schlacht um Verdun einsatzbereit. So feuerte der 155-mm-Turm in dieser Zeit 5833, der 75-mm-Turm 11.800 Granaten ab.

## Nachkriegszeit
Von 1930 bis 1933 wurde das Netz von unterirdischen Galerien, die in den Jahren 1916–1917 (genannt „Netzwerk 17“) gegraben worden waren, betoniert, um Einstürze zu vermeiden. Das Holz der Abstützung war durch die fehlende Ventilation verfault. Die Betoneinfassungen der Geschützbrunnen, die durch den Beschuss schwer beschädigt oder gar regelrecht pulverisiert worden waren, wurden erneuert. Im Jahre 1936 wurde eine Kasematte des Forts für den Test des Mortier de 50 mm modèle 1935 (50-mm-Mörser) verwendet, der in der südlichen Grabenstreiche aufgestellt worden war.
Während des Zweiten Weltkrieges wurden die Metallteile von der deutschen Besatzung zur Schrottgewinnung entfernt, lediglich die Panzertürme blieben an Ort und Stelle. Nach dem Krieg nutzte die französische Armee das Fort einige Zeit als Munitionsdepot und gab es dann auf.
Zurzeit dient es als Unterkunft für Fledermäuse, insbesondere der Arten Chiroptera, Rhinolophus ferrumequinum und Myotis emarginatus. Der Zugang ist aus diesem Grunde durch Gitter versperrt.